# Tonino Biondini
Tonino Biondini (* 1. Januar 1945 in Frassinoro; † 23. Juni 1983 ebenda) war ein italienischer Skilangläufer.
Biondini, der für den G.S. Forestale aus Rom startete, belegte bei den Olympischen Winterspielen 1972 in Sapporo den 27. Platz über 15 km und den 25. Rang über 50 km. Zudem holte er im Jahr 1972 bei den italienischen Meisterschaften über 30 km und 50 km seine einzigen Meistertitel im Einzel. Zwei Jahre später lief er bei den Nordischen Skiweltmeisterschaften 1974 in Falun über 30 km auf den 41. Platz und über 50 km sowie mit der Staffel jeweils auf den achten Rang. In der Saison 1975/76 wurde er beim internationalen Wettbewerb in Le Brassus Dritter mit der Staffel und bei den Olympischen Winterspielen 1976 in Innsbruck zusammen mit Renzo Chiocchetti, Ulrico Kostner und Giulio Capitanio Siebter in der Staffel. Zudem gewann er im Jahr 1976 den Marcialonga. Nach seiner Karriere war er als Trainer bei der Nationalmannschaft tätig und Gründer der nordischen Skischule Val Dragone in Frassinoro. Im Juni 1983 starb er im Alter von 38 Jahren an einer unheilbaren Krankheit.